# Gustav Süs
Konrad Gustav Süs, auch Süß (* 10. Juni 1823 in Rumbeck, heute Hessisch Oldendorf; † 23. Dezember 1881 in Düsseldorf), war ein deutscher Maler, Illustrator und Kinderbuchautor. 

## Leben

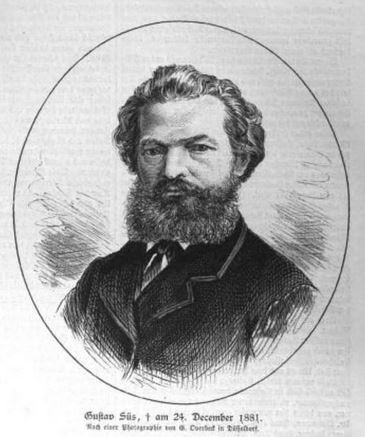
Gustav Süs

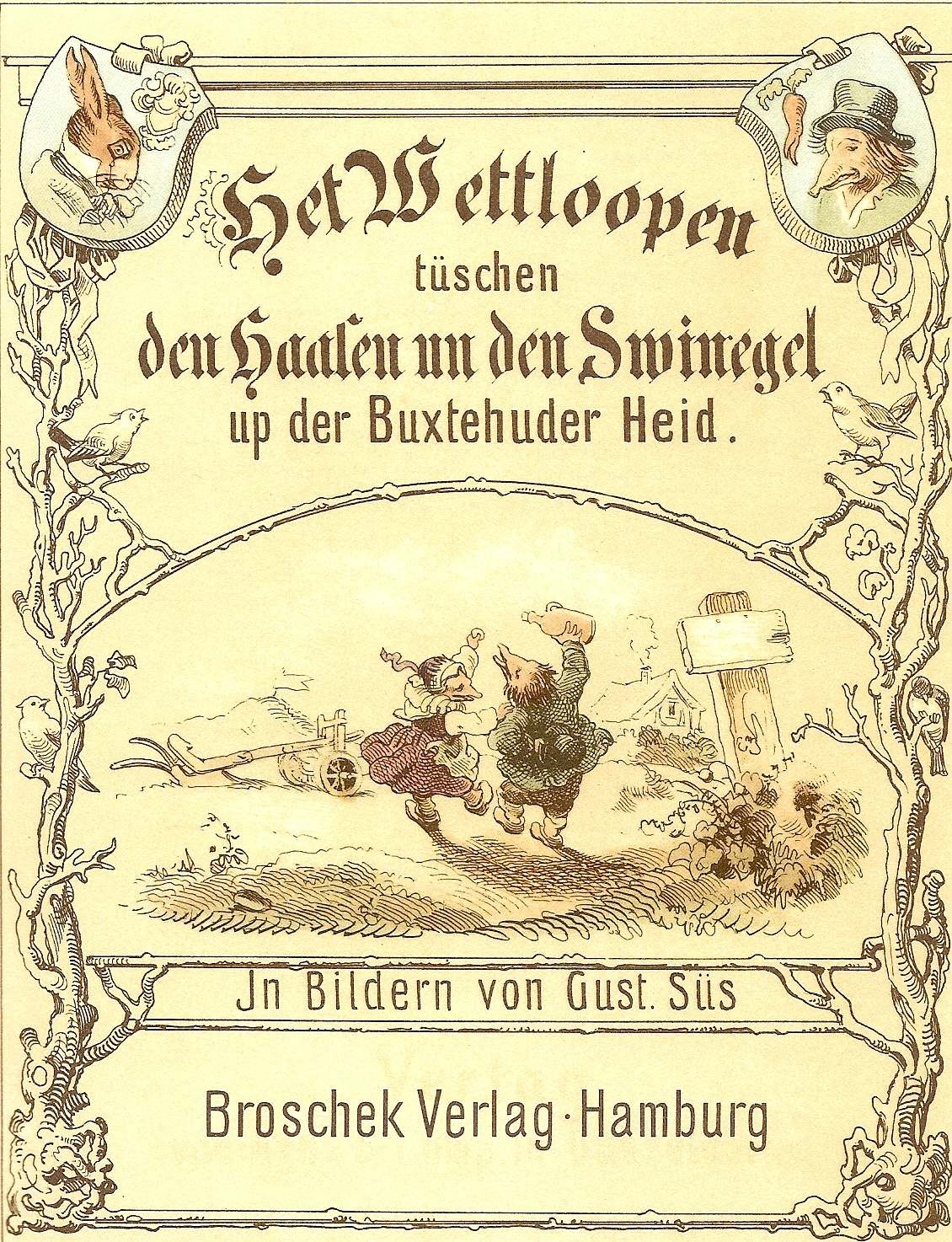
Het Wettloopen tüschen den Haasen un den Swinegel up der Buxtehuder Heid, 1855

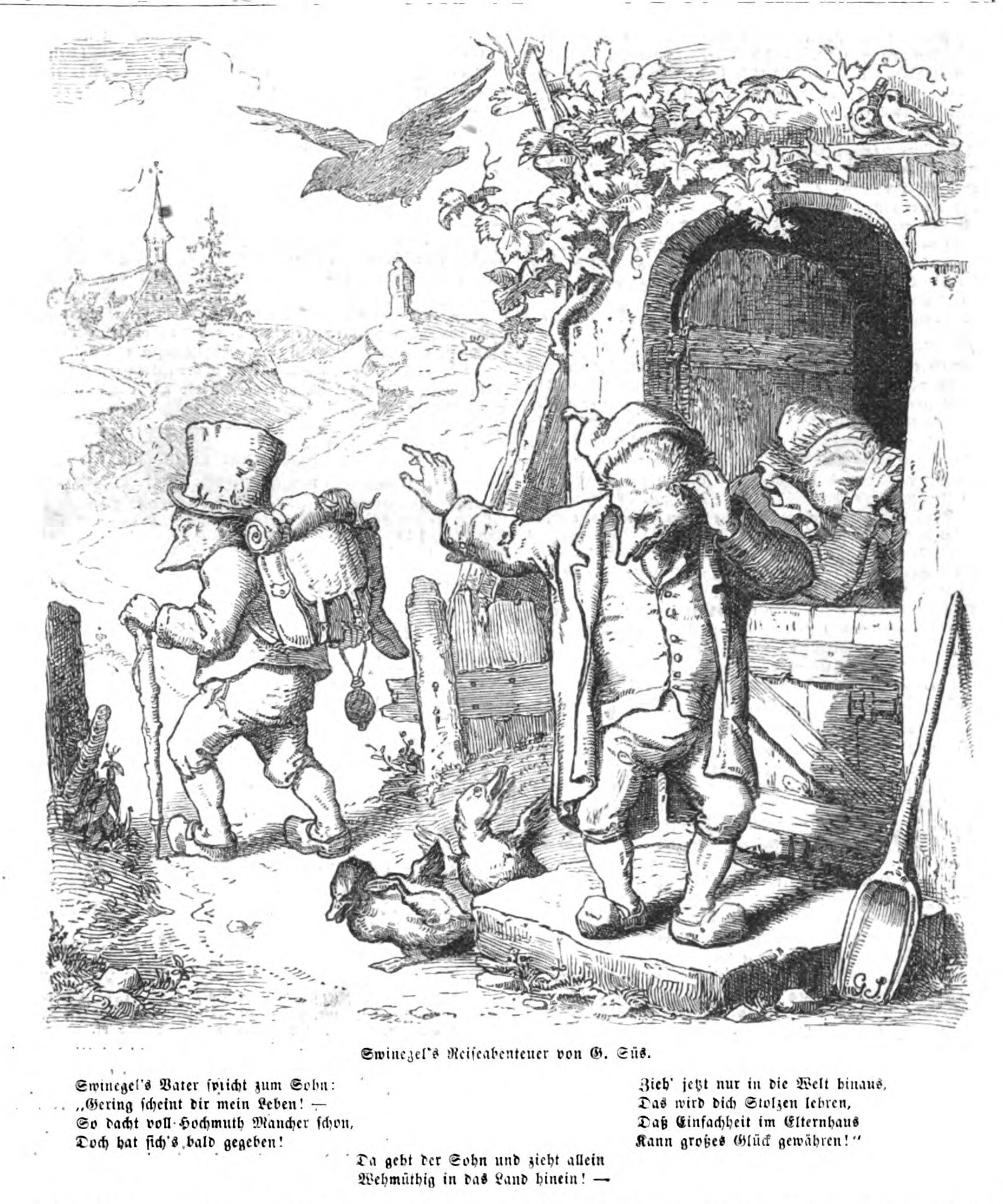
Illustration zu Swinegel's Reiseabenteuer

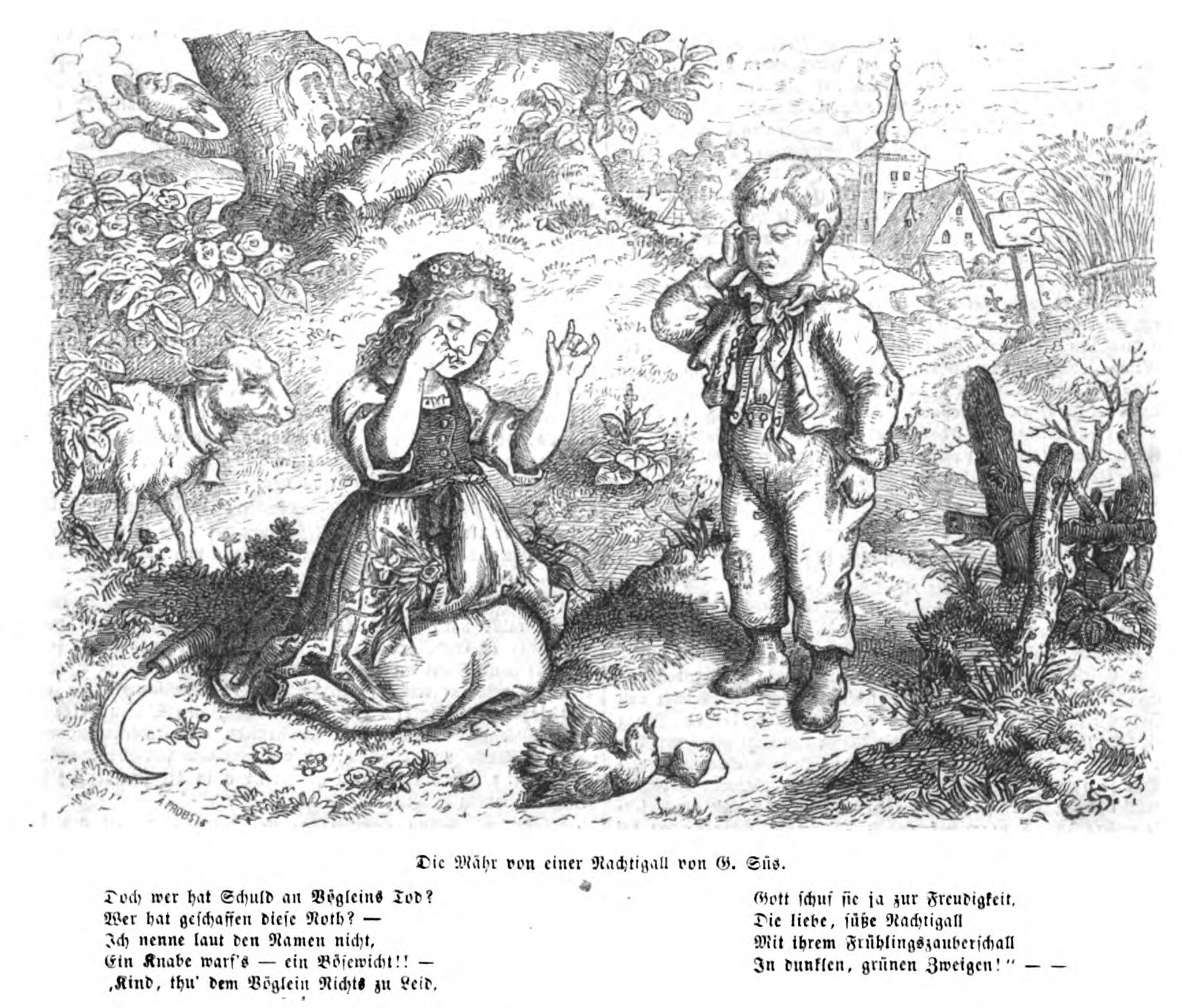
Illustration zu Die Mähr von einer Nachtigall

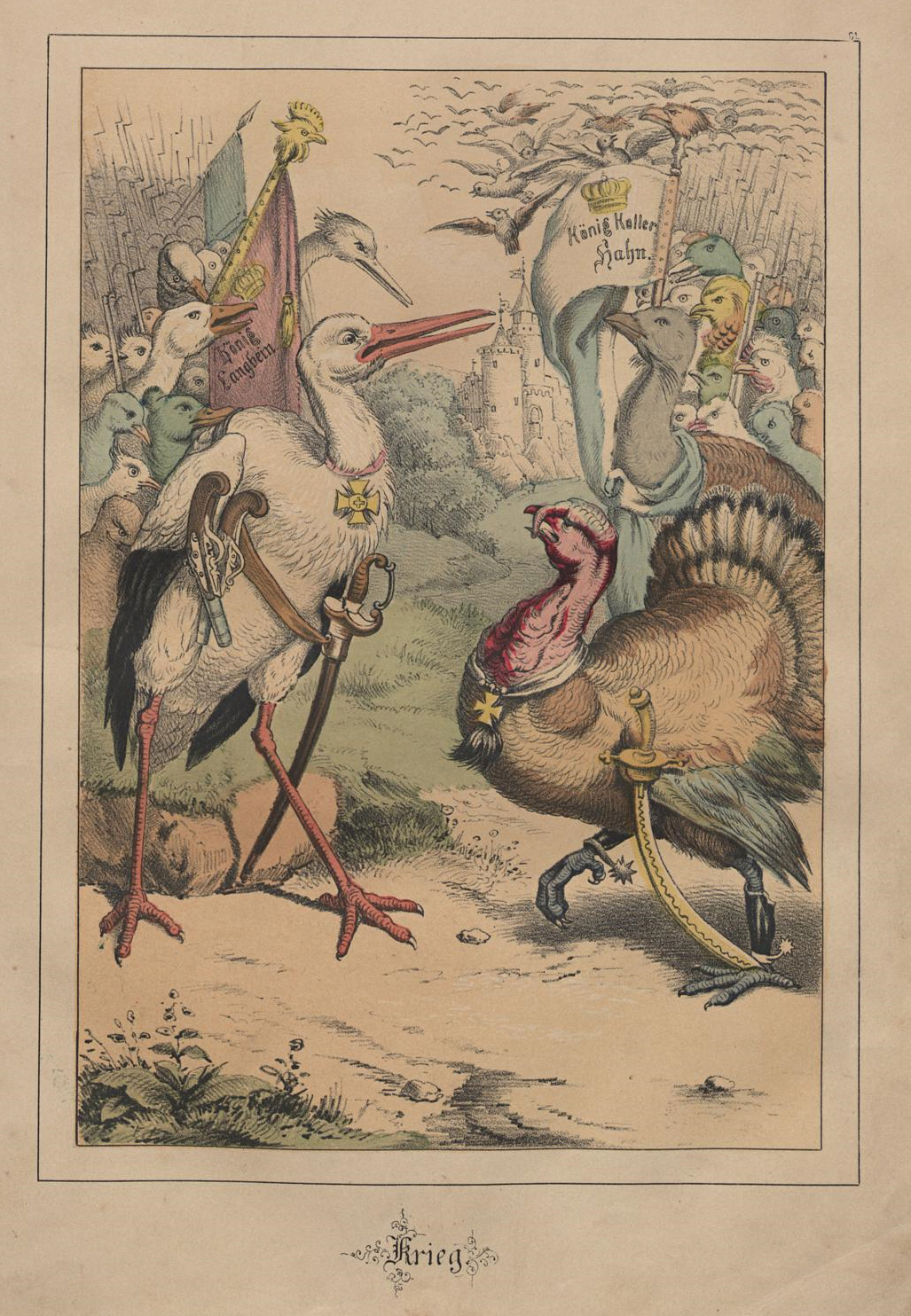
Krieg, 1860

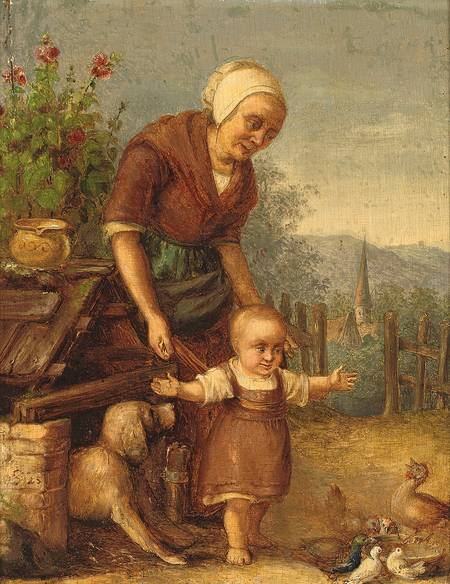
Mutter mit Kleinkind im Hühnerhof, undatiert

Nach dem Besuch des Gymnasiums in Rinteln studierte Süs an der Kasseler Kunstakademie, später am Städelschen Institut in Frankfurt am Main bei den Professoren Johann David Passavant und Jakob Becker Malerei. 
Um seine Existenz zu sichern, schrieb er Kindermärchen, die er selbst illustrierte. Sie fanden großen Beifall und wurden zum Teil ins Englische und Französische übersetzt. Bekannt wurde er auch durch seine Illustrationen der Swinegel-Hasen-Geschichte. 
Von 1848 bis 1850 malte er in der Heimat Studien und Porträts. Ab 1850 lebte er in Düsseldorf, wo er bis 1851 unter Karl Ferdinand Sohn die Kunstakademie besuchte und 1854 ein eigenes Atelier in der Jägerhofstraße Nr. 13 eröffnete. 1861 wurde in Düsseldorf sein Sohn Wilhelm geboren, der ebenfalls ein Künstler wurde. In den 1870er Jahren wohnte Süs im Haus des Fabrikbesitzers Müller Schadowstraße 34 Ecke Victoriastraße und bezog um 1875 das Haus in der Rosenstraße 28, wo er bis zu seinem Lebensende wohnte.
In seinen Bildern stellte Süs meistens Tiere dar, hauptsächlich Geflügel. Manche seiner Bilder, die meist von einem humoristischen Grundgedanken ausgehen, sind durch Farbdrucke und Fotografie weit verbreitet, etwa die Motive Der erste Gedanke und Die Kükenpredigt. Seine Bilder wurden zum Teil mit Texten versehen, sodass Bildermärchen entstanden, die in Büchern wie Swinegel's Reiseabenteuer oder Die Mähr von einer Nachtigall veröffentlicht wurden.
Zu den Privatschülern von Süs zählten die deutsche Genre- und Porträtmalerin Hedwig Greve, die Malerin Maria Süs (vermutlich seine Tochter), welche 1881 den Rentner Eduard Müller († vor 1892) heiratete, und die luxemburgische Porträtmalerin Thérèse Glaesener-Hartmann.

## Beispiele für Süs' Bildermärchen
Swinegel's Vater spricht zum Sohn:

„Gering scheint dir mein Leben! –

So dacht voll Hochmuth Mancher schon,

Doch hat sich's bald gegeben!

Zieh' jetzt nur in die Welt hinaus,

Das wird dich Stolzen lehren,

Daß Einfachheit im Elternhaus

Kann großes Glück gewähren!“

Da gebt der Sohn und zieht allein

Wehmütig in das Land hinein! –
(Ausschnitt aus Swinegel's Reiseabenteuer.)
Doch wer hat Schuld an Vögleins Tod?

Wer hat geschaffen diese Noth? –

Ich nenne laut den Namen nicht,

Ein Knabe wars's– ein Bösewicht!! –

„Kind, thu' dem Vöglein Nichts zu Leid,

Gott schuf sie ja zur Freudigkeit,

Die liebe, süße Nachtigall

Mit ihrem Frühlingszauberschall

In dunklen, grünen Zweigen!“ –
(Ausschnitt aus Die Mähr von einer Nachtigall.)

## Werke
- Freundschaftsgabe für junge Mädchen / Gustav Süs. - Stuttgart : Hallberger, 1853. Digitalisierte Ausgabe der Universitäts- und Landesbibliothek Düsseldorf

### Märchen
- Der Kinderhimmel Digitalisat
- Hähnchen und Hühnchen
- Der Wundertag
- Das Kind und seine liebsten Tiere
- Was der Nußbaum erzählt
- Die Mähr von einer Nachtigall. - Braunschweig : Vieweg, 1857. Digitalisierte Ausgabe der Universitäts- und Landesbibliothek Düsseldorf
- Het Wettlopen tüschen den Haasen un den Swinegel (Das Wettlaufen zwischen dem Hasen und Igel), Illustrationen zu Wilhelm Schröders plattdeutschem Märchen, 1855
- Swinegels Reiseabenteuer. - Braunschweig : Vieweg, 1857. Digitalisierte Ausgabe der Universitäts- und Landesbibliothek Düsseldorf
- Froschküster Quak. - Glogau  : Flemming ; Leipzig [1862]. Digitalisierte Ausgabe der Universitäts- und Landesbibliothek Düsseldorf

### Illustrationen (Auswahl)
Digitalisierte Ausgabe der Universitäts- und Landesbibliothek Düsseldorf:
- In: Aquarelle Düsseldorfer Künstler : den kunstsinnigen Damen gewidmet. - Düsseldorf : Arnz, 1861. Digitalisierte Ausgabe
- Umlauff, Wilhelm: Freud und Schmerz in Haus und Herz. - Düsseldorf : Elkau, Bäumer & Cie, 1861. Digitalisierte Ausgabe
- Freundschaftsgabe für junge Mädchen. - Stuttgart : Hallberger, 1853. Digitalisierte Ausgabe
- Wiedemann, Franz: Geschichten, wie sie die Kinder gern haben. - Dresden : Meinhold, 1860. Digitalisierte Ausgabe
- Schröder, Wilhelm: Het Wettloopen tüschen den Haasen un den Swinegel up der Buxtehuder Heid. In Bildern von Gustav Süs. - Düsseldorf : Arnz, ca. 1855. Digitalisierte Ausgabe
- Zuccalmaglio, Anton: Kinder-Schaubühne. - Dresden : Meinhold, 1864. Digitalisierte Ausgabe
- In: Märchen und Sagen für Jung und Alt. - Düsseldorf : Arnz : Voß, 1857.
  - Band 1. Digitalisierte Ausgabe
  - Band 2. Digitalisierte Ausgabe
- Der Blaubart. Digitalisierte Ausgabe
- Hannchen und die Küchlein, von August G. Eberhard. Mit 10 Chromolithographien nach Zeichnungen von Gustav Süs. Essen [u. a.] : Seemann [u. a.], 1860. Digitalisierte Ausgabe